# Chrysopidia remanei
Chrysopidia remanei är en insektsart som beskrevs av Hölzel 1973. Chrysopidia remanei ingår i släktet Chrysopidia och familjen guldögonsländor. Inga underarter finns listade i Catalogue of Life.